# ميرفن ك. ستانلي
ميرفن ك. ستانلي (بالإنجليزية: Mervin C. Stanley)‏ هو سياسي أمريكي، ولد في 6 مايو 1857، وتوفي في 1 فبراير 1907 بسبب التهاب الزائدة الدودية. حزبياً، نشط في الحزب الجمهوري. وقد انتخب عضو جمعية ولاية نيويورك.